# ليساندرو ماوريسيو أرياس
ليساندرو ماوريسيو أرياس (بالإسبانية: Lisandro Mauricio Arias)‏ هو سياسي هندوراسي، ولد في 12 أبريل 1965. حزبياً، نشط في الحزب الليبرالي الهندوراسي. وقد انتخب نائب في المؤتمر الوطني في هندوراس.